# Pseudouridin
Pseudouridin (Ψ) je C-glikozidni izomer nukleozida uridina. On je najprevalentniji iz grupe od preko sto različitih nukleozida nađenih u RNK. Ψ je prisutan kod svih vrsta i u mnogim klasama RNK izuzev iRNK. Ψ formiraju enzimi Ψ sintaze, koji posttranskripciono izomerizuju specifične uridinske ostatke u RNK u procesu pseudouridilacije.
Nedavna istraživanja sugeriraju da on možda daje izvesnu zaštitu od radijacije.
On se često javlja u tRNK, u asocijaciji sa timidinom i citozinom u TΨC ruci i jedan je od nepromenljivih regiona tRNK. Njegova funkcija nije potpuno razjašnjena. Smatra se da učestvuje u asocijaciji sa aminoacil transferazom tokom interakcije sa tRNK, i otuda u inicijaciji translacije.